# 15 septembre
Pour les articles homonymes, voir Quinze-Septembre.
15 août 15 octobre
Chronologies thématiques
- Croisades
- Ferroviaires
- Sports
- Disney
- Anarchisme
- Catholicisme

Abréviations / Voir aussi
- (° 1852) = né en 1852
- († 1885) = mort en 1885
- a.s. = calendrier julien
- n.s. = calendrier grégorien
- Calendrier
- Calendrier perpétuel
- Liste de calendriers
- Naissances du jour

Le 15 septembre est le 258e jour de l'année du calendrier grégorien, 259e lorsqu'elle est bissextile (il en reste ensuite 107).
C'était généralement l'équivalent du 29 fructidor du calendrier républicain français, officiellement dénommé jour du marron (le fruit).

## Événements

### XIIIesiècle
- 1219 : inondation de Grenoble, catastrophe survenue dans la nuit du 14 au 15 septembre.

### XVIesiècle
- 1589 : le duc de Mayenne tente de reprendre Arques et Dieppe au nouveau roi de France victorieux Henri IV[1].

### XVIIesiècle
- 1635 : le flibustier Pierre Belain d'Esnambuc débarque dans la rade de Saint-Pierre, et prend possession de la Martinique au nom du roi de France Louis XIII.
- 1655 : début de la guerre du pêcher, des suites de raids amérindiens sur les établissements néerlandais.

### XVIIIesiècle
- 1762 : bataille de Signal Hill (guerre de Sept Ans), victoire des troupes britanniques sur les troupes françaises.
- 1794 : bataille de Fréligné, pendant la guerre de Vendée.

### XIXesiècle
- 1810 : « Grito de Dolores », à Guanajuato (actuel Mexique), appel à la sédition contre les autorités soumises aux ordres de Joseph Bonaparte, en Nouvelle-Espagne.
- 1821 : indépendance du Costa Rica, du Guatemala, du Honduras, du Nicaragua et du Salvador.
- 1843 : dans le royaume de Grèce, un coup d'État vise à lui donner une constitution.

### XXesiècle
- 1918 : victoire franco-serbe décisive, à la bataille de Dobro Polje, pendant la Première Guerre mondiale.
- 1935 : adoption des lois de Nuremberg.
- 1940 : victoire, pour le Royaume-Uni et sa Royal Air Force, sur les Allemands, à la bataille d'Angleterre, pendant la Seconde Guerre mondiale.
- 1944 : début de la bataille de Peleliu, victoire des Américains sur les Japonais.
- 1944 : Nancy est libéré par les Alliés.
- 1947 : résolution no 34, du Conseil de sécurité des Nations unies, relative à la question grecque.
- 1949 : Konrad Adenauer devient chancelier de la RFA.
- 1956 : Norodom Sihanouk se proclame Premier ministre du Cambodge.
- 1963 : Ahmed Ben Bella devient président de l'Algérie.

### XXIesiècle
- 2010 : 
  - résolution no 1938, du Conseil de sécurité des Nations unies, sur la situation au Liberia.
  - résolution no 1939, du Conseil de sécurité des Nations unies, sur une lettre, datée du 22 novembre 2006, adressée au président du Conseil de sécurité par le secrétaire général (S/2006/920) .
- 2014 :  rachat de Mojang Studios par Microsoft pour environ 2,5 milliards d'euros (2 milliards en euro).[pas clair]
- 2015 : le libéral Malcolm Turnbull est nommé Premier ministre d'Australie.
- 2018 : au Bhoutan, premier tour des élections législatives.
- 2021 : l'Australie, les États-Unis et le Royaume-Uni annoncent la formation de l'alliance AUKUS qui succède à ANZUS[2].

 Cette décision, qui occasionne dans la foulée la rupture unilatérale par l'Australie d'un contrat signé en 2016 de douze sous-marins avec le groupe industriel français Naval Group, va être à l'origine d'une importante crise diplomatique entre alliés traditionnels occidentaux, la France allant jusqu'à rappeler ses ambassadeurs de France à Washington et à Canberra.
- 2023 : en Lettonie, Evika Siliņa (photo) devient Première ministre après avoir obtenu la confiance du Parlement[3].
- 2024 : aux États-Unis, une tentative d'assassinat présumée de Donald Trump est déjouée en Floride[4].

## Arts, culture et religion
- 1590 : élection du pape Urbain VII, de son vrai nom Giovanni Battista Castagna.
- 1649 : Annibal et La Victime d'Estat, tragédie de Jean Royer de Prade, achevée d'imprimer ce 15 septembre.
- 1655 : Clélie, histoire romaine, achevé d'imprimer ce 15 septembre, roman de Mlle de Scudéry.
- 1997 : enregistrement du nom de domaine « google.com ».
- 2002 : Douce et Barbe Bleue, opéra d'Isabelle Aboulker, Paris

## Sciences et techniques
- 1830 : première ligne ferroviaire régulière, reliant Liverpool à Manchester, en Angleterre.
- 2017 : la sonde spatiale Cassini est précipitée dans l'atmosphère de Saturne ; fin de la mission Cassini-Huygens.
- 2018 : dernier vol de la fusée Delta II, qui place en orbite le satellite ICESat-2.
- 2021 : Inspiration4 devient le premier vol orbital entièrement touristique[5].

## Économie et société
- 1995 : le taux maximum d’alcoolémie autorisé en France passe de 0,7 à 0,5 gramme[6].
- 2008 : faillite de la banque Lehman Brothers.
- 2017 : un attentat frappe Londres, plusieurs personnes sont blessées.

## Naissances

### Xesiècle
- 973 : Al Biruni (en arabe : البيروني), médecin, astronome et mathématicien persan († 13 décembre 1048).

### XIIIesiècle
- 1254 : Marco Polo, marchand vénitien († 8 janvier 1324).

### XVIesiècle
- 1580 : Charles Annibal Fabrot, juriste français († 16 janvier 1659).

### XVIIesiècle
- 1613 : François de La Rochefoucauld, écrivain, moraliste et mémorialiste français († 17 mars 1680).
- 1649 : Titus Oates, parjure britannique († 12 ou († 13 juillet 1705).
- 1650 : Luigi Priuli, cardinal italien († 15 mars 1720).

### XVIIIesiècle
- 1718 : François-Thomas-Marie de Baculard d'Arnaud, écrivain français († 9 novembre 1805).
- 1736 : Jean Sylvain Bailly, astronome et homme politique français, maire de Paris de 1789 à 1791 († 12 novembre 1793).
- 1739 : Juan de Villanueva, architecte espagnol († 22 août 1811).
- 1760 : François Sébastien Christophe Laporte, avocat et homme politique français († 25 mars 1823).
- 1787 : Guillaume-Henri Dufour, urbaniste et militaire suisse († 14 juillet 1875).
- 1789 : James Fenimore Cooper, écrivain américain († 14 septembre 1851).

### XIXesiècle
- 1803 : Octavius Morgan, homme politique britannique († 5 août 1888).
- 1805 : Charles Didier, écrivain, poète et voyageur franco-suisse († 7 mars 1864).
- 1808 : John Hutton Balfour, botaniste britannique († 11 février 1884).
- 1810 : Louise Colet, femme de lettres française († 8 mars 1876).
- 1819 : 
  - Christen Pedersen Aaberg, agriculteur et homme politique danois († 17 octobre 1897).
  - Cyprien Tanguay, prêtre et généalogiste canadien († 28 avril 1902).
- 1823 : Emanuel Larsen, peintre danois († 24 septembre 1859).
- 1830 : Porfirio Díaz, homme politique mexicain, président du Mexique de novembre à décembre 1876, de 1877 à 1880 et de 1884 à 1911 († 2 juillet 1915).
- 1834 : Giuseppe Borsalino, styliste italien († 1er avril 1900).
- 1857 : William Howard Taft, juriste et homme politique américain, 27e président des États-Unis, en fonction de 1909 à 1913 († 8 mars 1930).
- 1858 : Charles de Foucauld, missionnaire français († 1er décembre 1916).
- 1860 : 
  - Napoléon Antoine Belcourt, homme politique franco-canadien († 7 août 1932).
  - Mokshagundam Visvesvarayya (en), ingénieur indien.
- 1865 : Henri Capitant, juriste français, agrégé de droit, professeur de droit privé († 21 septembre 1937).
- 1870 : Louis de Saxe-Cobourg-Gotha, prince allemand († 23 janvier 1942).
- 1871 : Marguerite Moreno, actrice française († 14 juillet 1948).
- 1876 : Bruno Walter, chef d'orchestre allemand († 17 février 1962).
- 1877 : Joséphine Getting, créatrice du service social à l’hôpital en France,  († 5 septembre 1943 à Auschwitz)
- 1881 : Ettore Bugatti, industriel italien († 21 août 1947).
- 1889 : Claude McKay, romancier et poète américain d'origine jamaïcaine († 22 mai 1948).
- 1890 : 
  - Agatha Christie, romancière britannique († 12 janvier 1976).
  - Frank Martin, compositeur suisse († 21 novembre 1974).
- 1894 : Jean Renoir, metteur en scène français († 12 février 1979).

### XXesiècle
- 1903 : Roy Acuff, chanteur américain († 23 novembre 1992).
- 1905 : Pat O'Callaghan, athlète irlandais, deux fois champion olympique au lancer du marteau († 1er décembre 1991).
- 1906 : Jacques Becker, cinéaste français († 21 février 1960).
- 1907 : Fay Wray, actrice américaine († 8 août 2004).
- 1913 : John Newton Mitchell, homme politique américain, procureur général des États-Unis de 1969 à 1972 († 9 novembre 1988).
- 1915 : 
  - Fawn McKay Brodie, historienne américaine († 10 janvier 1981).
  - Christian Girard, diplomate français († 24 juillet 1985).
- 1916 : Margaret Lockwood, actrice britannique († 15 juillet 1990).
- 1919 : Fausto Coppi, coureur cycliste italien († 2 janvier 1960).
- 1920 : Norodom Kanthoul (អ្នកអង្គម្ចាស់ នរោត្តម កន្តុល), homme politique cambodgien, premier ministre du Cambodge de 1962 à 1966 († 1976).
- 1922 : Jackie Cooper, acteur et réalisateur américain († 3 mai 2011).
- 1923 : Anton Heiller, musicien autrichien († 25 mars 1979).
- 1926 :
  - Shōhei Imamura (今村 昌平), réalisateur japonais († 30 mai 2006).
  - Jean-Pierre Serre, mathématicien français, lauréat de la médaille Fields en 1954 et du prix Abel en 2003.
- 1928 :
  - Julian Cannonball Adderley, musicien américain († 8 août 1975).
  - Henry Silva, acteur américain.
- 1929 :
  - Renée Gailhoustet, architecte française († 4 janvier 2023).
  - Murray Gell-Mann, physicien américain, prix Nobel de physique 1969 († 24 mai 2019).
- 1932 :
  - Pierre Bonte, journaliste français.
  - Georges Staquet, acteur français († 3 janvier 2011).
  - Charles Paul Wilp, photographe allemand († 2 janvier 2005).
- 1933 : 
  - Henry Darrow, acteur américain († 14 mars 2021).
  - Rafael Frühbeck de Burgos, chef d'orchestre espagnol († 11 juin 2014).
- 1936 : Yōichi Kotabe (小田部羊一), mangaka et animateur japonais.
- 1937 :
  - Lacy Duarte, peintre uruguayenne († 27 décembre 2015).
  - Robert E. Lucas, économiste américain.
- 1938 :
  - Gaylord Perry, joueur de baseball américain.
  - Janusz Andrzej Zajdel, écrivain polonais († 19 juillet 1985).
- 1940 :
  - Chris Menges, directeur de la photographie et réalisateur britannique.
  - Merlin Olsen, acteur et joueur de football américain († 11 mars 2010).
  - Norman Spinrad, écrivain américain.
- 1941 :
  - Yves Fromion, homme politique français.
  - Mirosław Hermaszewski, spationaute polonais.
  - Iouri Norstein (Юрий Борисович Норштейн), cinéaste d'animation russe.
  - Viktor Zoubkov (Виктор Алексеевич Зубков), économiste, haut fonctionnaire et homme politique russe, président du gouvernement russe de 2007 à 2008 et en 2012.
- 1942 : 
  - Ksenia Milicevic, artiste-peintre et architecte française.
  - Wen Jiabao (温家宝 en chinois, 溫家寶 en chinois traditionnel, Wēn Jiābǎo en pinyin), homme d'État chinois, Premier ministre de 2003 à 2013.
- 1945 :
  - Carmen Maura, actrice espagnole.
  - Jessye Norman, cantatrice américaine († 30 septembre 2019).
- 1946 :
  - Ola Brunkert, musicien suédois, batteur du groupe ABBA († 17 mars 2008).
  - Alain Estève, joueur de rugby à XV français.
  - Tommy Lee Jones, acteur et réalisateur américain.
  - Oliver Stone, cinéaste américain.
- 1947 : 
  - Roger Knobelspiess, malfaiteur français devenu acteur et écrivain († 19 février 2017).
  - Sandra Prinsloo, actrice et présentatrice de télévision sud-africaine.
- 1952 : Richard Brodeur, hockeyeur canadien.
- 1954 : 
  - Hrant Dink, journaliste turco-arménien († 19 janvier 2007).
  - Carola Zirzow, kayakiste est-allemande, championne olympique.
- 1955 :
  - Richard Lornac, pianiste-claviériste et illustrateur-musical français d' émissions de radio et de télévision publiques et spectacles.
  - Bruce Reitherman, réalisateur et acteur américain.
- 1957 : 
  - Slobodan Kačar, boxeur yougoslave, champion olympique.
  - Jean-Yves Le Déroff, navigateur français, champion olympique.
- 1958 : Joël Quenneville, hockeyeur canadien.
- 1961 : Daniel Constantine « Dan » Marino, Jr., joueur de football américain.
- 1964 : Ingrid Held, actrice puis historienne de l’art et conférencière nationale trilingue française.
- 1969 : Jean-Philippe Méthélie, basketteur français.
- 1972 :
  - Letizia Ortiz, reine consort d'Espagne.
  - Gianmarco Pozzecco, basketteur italien.
  - Jean-Christophe Crespel, entrepreneur social français.
  - Timothy Mack, sauteur à la perche américain, champion olympique.
- 1973 : Daniel Westling, époux de la princesse héritière Victoria de Suède.
- 1974 : Murat Yakın, footballeur suisse.
- 1975 : Dalila Boukerma, joueuse de rugby à XV française.
- 1977 :
  - Edward Thomas « Tom » Hardy, acteur britannique.
  - Caterina Murino, actrice italienne.
  - Chimamanda Ngozi Adichie, femme de lettres nigériane.
  - Jason Terry, basketteur américain.
- 1978 :
  - Zach Filkins, musicien américain du groupe OneRepublic.
  - Rubén Garabaya, handballeur espagnol.
  - Eidur Guðjohnsen, footballeur islandais.
  - Kew Jaliens, footballeur néerlandais.
  - Antonella Papiro, femme politique italienne.
- 1979 : 
  - Patrick Marleau, hockeyeur canadien.
  - Anne Berest, romancière et scénariste française.
- 1980 : Mike Dunleavy Jr., basketteur américain.
- 1984 : 
  - Henry, prince de Galles.
  - Vincent Reffet dit « Vince Reffet », pratiquant français de base-jump (saut extrême), de parachutisme et de vol en wingsuit († 17 novembre 2020).
- 1985 :
  - Mirko Alilović, handballeur croate.
  - Sónia Ndoniema, basketteuse angolaise.
  - Kayden Kross, actrice américaine.
- 1987 :
  - Aly Cissokho, footballeur français.
  - Franck Madou, footballeur franco-ivoirien.
- 1988 :
  - Maxime Châtaignier, patineur de patinage de vitesse sur piste courte français.
  - Nemanja Gordić, basketteur bosnien.
  - Chelsea Kane (Chelsea Kane Staub dite), actrice américaine.
- 1989 :
  - Saliou Ciss, footballeur sénégalais.
  - Jayson Granger, basketteur uruguayo-italien.
- 1992 :
  - Camélia Jordana, chanteuse et actrice française.
  - Michelle Plouffe, basketteuse canadienne.
- 1993 :
  - Dennis Schröder, basketteur allemand.
  - Claire Stievenard, basketteuse française.
  - Cyril Baille, joueur de rugby français.
- 1996 : Jake Cherry, acteur américain.

## Décès

### VIIesiècle
- 655 : Martin Ier, 74e pape, en fonction de 649 à 655 (° v. 600).

### IXesiècle
- 866, lors de la même bataille (?) : 
  - Ramnulf Ier, comte de Poitiers (° inconnue).
  - Robert le Fort, marquis de Neustrie (° entre 815 et 830).

### XIVesiècle
- 1352 : Ewostatewos, ʾĒwōsṭātēwōs ou ኤዎስጣቴዎስ en guèze, personnalité religieuse sanctifiée par l'Église éthiopienne orthodoxe (° 15 juillet 1273).
- 1386 : Roland de Medici, religieux italien, saint de l'Église catholique (° vers 1330).

### XVIesiècle
- 1559 : Isabelle Jagellon, reine de Hongrie de 1526 à 1540 (° 18 janvier 1519).

### XVIIesiècle
- 1700 : André Le Nôtre, jardinier français du roi Louis XIV (° 12 mars 1613).

### XVIIIesiècle
- 1731 : Catherine Repond, suissesse étranglée puis brûlée à Fribourg pour hérésie (° 18 août 1663).

### XIXesiècle
- 1830 : François Baillairgé, peintre et sculpteur canadien (° 21 janvier 1759).
- 1859 : Isambard Kingdom Brunel, ingénieur britannique (° 9 avril 1806).
- 1886 :
  - Blanche Feillet-Hennebutte, peintre, dessinatrice et lithographe française (° 5 novembre 1815).
  - Carmine Gori-Merosi, prélat catholique italien (° 15 février 1810).
- 1894 : Louis de Lyvron, écrivain français (° 29 décembre 1935).

### XXesiècle
- 1915 : Ernest Gagnon, organiste et historien canadien (° 7 novembre 1834).
- 1921 : Roman von Ungern-Sternberg, militaire russe (° 10 janvier 1886).
- 1925 : Giuseppe Pennella, général italien (° 8 août 1864).
- 1926 : Rudolf Christoph Eucken, philosophe allemand (° 5 janvier 1846).
- 1930 : Abel Camille Filuzeau, architecte français (° 10 juillet 1860).
- 1941 : James Allen Ward VC, pilote néo-zélandais (° 14 juin 1919)
- 1945 : Anton Webern, compositeur autrichien (° 3 décembre 1883).
- 1947 : Carnicerito de Méjico, matador mexicain (° 19 mars 1917).
- 1953 : Erich Mendelsohn, architecte allemand (° 21 mars 1887).
- 1972 : Ásgeir Ásgeirsson, homme politique islandais, président de la République d'Islande de 1952 à 1968 (° 13 mai 1894).
- 1973 : 
  - Gustave VI Adolphe, roi de Suède de 1950 à 1973 (° 11 novembre 1882).
  - Wladimir d'Ormesson, diplomate, écrivain et académicien français (° 2 août 1888).
- 1978 : Willy Messerschmitt, industriel allemand (° 26 juin 1898).
- 1980 : Bill Evans (William John Evans dit), musicien américain (° 16 août 1929).
- 1985 : Cootie Williams (Charles Melvin Williams dit), musicien américain (° 10 juillet 1910).
- 1989 : Robert Penn Warren, écrivain américain (° 24 avril 1905).
- 1991 : John Hoyt, acteur américain (° 5 octobre 1905).
- 1994 : Alain Bernardin, homme d'affaires et de spectacle français (° 9 janvier 1916).
- 1997 : Moussa Abadi (מוסא עבאדי), homme de théâtre et résistant syro-français (° 17 septembre 1910).
- 1998 : Louis Rasminsky (en), économiste canadien (° 1er février 1908).
- 2000 : Dino Ferrari, peintre italien (° 29 mai 1914).

### XXIesiècle
- 2001 :
  - Florencio Caffaratti, footballeur argentin (° 3 mai 1919).
  - Mario Santini, acteur de doublage français (° 25 janvier 1945).
- 2003 : Josef Hiršal, poète, romancier et traducteur tchèque (° 24 juillet 1920).
- 2004 : Johnny Ramone, musicien américain, guitariste du groupe The Ramones (° 8 octobre 1948).
- 2005 :
  - Guy Green, réalisateur et directeur de la photographie britannique (° 5 novembre 1913).
  - Jeronimas Kačinskas, compositeur américain (° 17 avril 1907).
  - Dirk Reichl, cycliste sur route allemand (° 12 septembre 1981).
- 2006 :
  - Oriana Fallaci, journaliste et essayiste italienne (° 29 juin 1929).
  - Pablo Santos, acteur mexicain (° 9 janvier 1987).
- 2007 : 
  - Marie-Simone Capony, un temps doyenne des français (° 14 mars 1894).
  - Colin McRae, pilote automobile écossais (° 5 août 1968).
  - Aldemaro Romero, pianiste, compositeur, arrangeur et chef d'orchestre vénézuélien (° 12 mars 1928).
- 2008 : 
  - Georges Andriamanantena, journaliste, écrivain et poète malgache (° 1er octobre 1923).
  - Richard Wright, musicien britannique, claviériste du groupe Pink Floyd (° 28 juillet).
- 2009 : Troy Kennedy-Martin, scénariste et romancier britannique (° 15 février 1932).
- 2011 : 
  - Frances Bay, actrice canadienne (° 23 janvier 1919).
  - Mickaël Compagnion, peintre français (° 18 mai 1929).
  - Georges Fillioud, journaliste et homme politique français (° 7 juillet 1929).
  - Dieter Stern, joueur d'échecs allemand (° 14 mai 1934).
- 2012 : 
  - Predrag Brzaković, footballeur yougoslave puis serbe (° 27 septembre 1964).
  - Olga Ferri, danseuse et chorégraphe argentine (° 20 septembre 1928).
  - Pierre Mondy, acteur et metteur en scène français (° 10 février 1925).
- 2013 : 
  - Margaret Cooper, infirmière et directrice de l'École des soins infirmiers de la Reine Elizabeth (° 23 mars 1922).
  - Jackie Lomax, guitariste, chanteur et compositeur britannique (° 10 mai 1944).
- 2014 : 
  - Ted Belytschko, ingénieur, professeur d'université et numéricien américain (° 13 janvier 1943).
  - Giuliana Berlinguer, écrivaine et cinéaste italienne (° 23 novembre 1933).
- 2015 : 
  - Harry Zvi Lipkin, physicien israélien (° 16 juin 1921).
  - Jean-Marc Nudant, homme politique français (° 20 janvier 1942).
- 2016 : Paul Stecken, cavalier professionnel allemand (° 29 juin 1916).
- 2017 : Harry Dean Stanton, acteur américain (° 14 juillet 1926).
- 2020 : Moussa Traoré, militaire et homme d'État malien, président de la République de 1968 à 1991 (° 25 septembre 1936).
- 2021 : Marthe Mercadier, comédienne française (° 23 octobre 1928).
- 2022 : Axel Jodorowsky, acteur mexicano-français (° 24 juillet 1965).
- 2023 : 
  - Fernando Botero, peintre et sculpteur colombien (° 19 avril 1932).
  - Claude Cormier, architecte paysagiste et artiste d'installation canadien (° 22 juin 1960).
  - Ady Jung, homme d'affaires et politique luxembourgeois (° 13 décembre 1938).
  - Robert A. Kraft, traducteur, bibliste et professeur d'université américain (° 18 mars 1934).
  - Franco Migliacci, parolier, réalisateur artistique et acteur italien (° 28 octobre 1930).
  - Christopher Miles, réalisateur britannique (° 19 avril 1939).
  - Billy Miller, acteur américain (° 17 septembre 1979).
- 2024 :
  - Aleksandr Baryshnikov, athlète de lancers de poids soviétique puis russe (° 11 novembre 1948).
  - Tito Jackson, chanteur, guitariste, compositeur et producteur américain (° 15 octobre 1953).
  - Elias Khoury, intellectuel libanais (° 12 juillet 1948).
  - Roli Mosimann, batteur, compositeur et producteur américain (° 7 novembre 1955).
  - Valentin Samungi, handballeur roumain (° 27 janvier 1942).

## Célébrations

### Internationales
- Nations unies : journée internationale de la démocratie[7].

### Nationales
- Costa Rica, Guatemala, Honduras, Nicaragua et Salvador : jour de leurs indépendances vis-à-vis de l'Espagne.
- États-Unis : début du mois de l'héritage hispanique (en).
- Inde : jour de l'ingénieur (en) célébrant la naissance en 1860 (ci-avant) de l'ingénieur Mokshagundam Visvesvarayya (en).
- Royaume-Uni : 
  - commémoration annuelle de la plus grande bataille aérienne de la bataille d'Angleterre à travers un Battle of Britain Day.
  - fête nationale de l'independence day d'Austenasia.
- Slovénie : jour du retour du littoral slovène à la patrie[8].

### Saints des Églises chrétiennes

#### Saints catholiques et orthodoxes
Saints du jour, :
- Achart de Jumièges († 687), abbé.
- Albin de Lyon (IVe siècle), évêque.
- Emile et Jérémie († 852), martyrs à Cordoue.
- Epvre de Toul (Ve siècle) - ou « Èvre » ou « Aper », évêque.
- Erell (VIIe siècle), missionnaire irlandaise en Bretagne.
- Joseph d'Alaverdi († 570), missionnaire en Géorgie.
- Mélitine († ?), vierge martyre en Thrace.
- Nicétas le Goth († 370), martyr.
- Nicodème (IIe siècle), prêtre de Rome mort martyr.
- Oranne d'Eschweiler (VIe siècle), religieuse.
- Ribert (VIIe siècle), abbé.
- Stratone, Valère, Macrobe et Gordien (IVe siècle), martyrs.
- Valérien († 178), martyr.

#### Saints catholiques
Saints du jour :
- Antoine-Marie Schwartz († 1929), bienheureux prêtre français.
- Camille Costanzo († 1622), bienheureux prêtre jésuite, martyr au Japon.
- Catherine de Gênes († 1510), Laïque mystique italienne.
- Giuseppe Puglisi († 1993), bienheureux prêtre italien martyr en Sicile.
- Jean Baptiste et Hyacinthe des Anges († 1700), Laïcs bienheureux, martyrs au Mexique.
- Ladislas Miegon († 1942), bienheureux prêtre polonais et martyr à Dachau
- Notre-Dame des Douleurs, des « sept douleurs » ou « Mater Dolorosa », deux des nombreux titres de la Vierge Marie de Nazareth mère de Jésus qui aurait vécu à cheval sur les Iers siècles avant et après J.-C. son propre fils, célébrée sous ces terminologie et aspect pendant tout septembre et en particulier ce 15 dès le milieu du IIIe siècle de notre ère et depuis 1221 plus officiellement (voir aussi la veille 14 septembre de l'exaltation de la sainte croix glorieuse l'instrument final du supplice de son fils crucifié ; ses 8 septembre natal, 15 août mortuaire / de "Dormition" et de résurrection en son Assomption ; théotokos des 1er janvier ou encore "mois de Marie" en mai originellement "mois de (la déesse romaine) Maïa / Maya").
- Pascal Penades Jornet († 1936), bienheureux prêtre et martyr de la guerre civile espagnole.
- Paul Manna († 1952), bienheureux prêtre italien, fondateur de congrégation.
- Roland de Medici († 1386), bienheureux ermite en Émilie (Italie).

#### Saints orthodoxes
- Bessarion de Larissa († 1540), métropolite.
- Ewostatewos, ʾĒwōsṭātēwōs ou ኤዎስጣቴዎስ en guèze (XIVe et XIIIe siècles), personnalité religieuse sanctifiée par l'Église éthiopienne orthodoxe décédée en 1352 sur Terre ci-avant.
- Jean de Crète († 1811), martyr.
- Joseph le Jeune († 1656), moine au mont Athos.
- Syméon de Thessalonique (XVe siècle), archevêque.

## Traditions et superstitions

### Dictons du jour
- « La rosée de Saint Albin est, dit-on, rosée de vin. »[11] (voir(e) saint-Aubin des 1er mars).
- « Saint-Roland aux champs, saint-Tanguy à l'écurie. »[12]

### Astrologie
- Signe du zodiaque : vingt-quatrième jour du signe astrologique de la Vierge.

## Toponymie
- Plusieurs voies, places, sites ou édifices de pays ou provinces francophones contiennent la date du jour dans leur nom sous diverses graphies possibles : voir Quinze-Septembre.